# 圓額海羽水蚤
圓額海羽水蚤（学名：Haloptilus ornatus）为亮羽水蚤科海羽水蚤屬下的一个种。